# 張紘 (正德進士)
張紘（1469年—1532年），字文儀，號約斋，南直隶松江府上海縣人，民籍。明朝政治人物。

## 生平
治《詩經》，行一，由國子生中式弘治十四年（1501年）辛酉科應天府鄉試第六十五名舉人，正德三年（1508年）戊辰科會試第八十四名，第三甲第三十三名進士。授桐乡县知县，升高唐州知州。州境内发生蝗灾，令百姓捕捉蝗虫交易米粮，庄稼得以成熟。擢南京工部营缮司员外郎，升南禮部祠祭司郎中，告病。改南工部屯田司郎中，擢知處州府，調嚴州府，上疏致仕。以荐起为江西建昌府知府，十一年入京述职后便道归乡，九月卒于家，年六十四。

## 家族
曾祖张烱。祖父张翰。父张忱。母黄氏。永感下，弟紈、綺、綸。